# Констанс Антиохийска
Констанс Антиохийска (* ок. 1127; † 1163) е властващата принцеса на Антиохия в периода от 1130 до 1163 г.

## Биография
Тя е единствено дете на Боемонд II и Алис, дъщеря на краля на Йерусалим Балдуин II. Констанс наследява княжеството едва на 2-годишна възраст, след като баща ѝ загива в битка. Неговият братовчед, Рожер II от Сицилия, също предявява претенции към Антиохия. Майката на Констанс поема регентството, но бароните се възпротивяват, и посочват за регент крал Балдуин II, дядото на Констанс. След неговата смърт през 1131 г. Алис отново се опитва да застане начело, но отново бароните предотвратяват това и посочват за регент нейния зет, крал Фулк.
През 1136 г. Констанс става съпруга на Раймон дьо Поатие. През следващите години той се заема да управлява княжеството, а Констанс ражда четири деца. След като Раймон загива в битка през 1149 г., регентството е поверено на сина на Фулк, крал Балдуин III. Опитват се да намерят подходящ съпруг за Констанс, но тя не одобрява кандидатите, сред които има и роднина на византийския император Мануил I Комнин. В крайна сметка се омъжва за френския благородник Рено дьо Шатийон през 1153 г.
След като вторият и ̀съпруг попада в мюсюлмански плен през 1160 – 1161, Констанс има желание да управлява самостоятелно, но кралят определя за законен наследник нейния 15-годишен син Боемунд III и с помощта на бароните в Антиохия за регент е определен патриархът на Антиохия. Констанс се обръща към формалния сюзерен на Антиохийското княжество, византийския император Мануил Комнин, с официален протест срещу тези действия на бароните. Подкрепата на Мануил е осигурена с обещание за негов брак с дъщерята на Констанс Мария Антиохийска. Въпреки това, властта на Констанс е отнета, а не след дълго тя умира.